# Rocketship X-M
Rocketship X-M is een Amerikaanse sciencefictionfilm uit 1950. De film werd geregisseerd door Kurt Neumann. Hoofdrollen werden vertolkt door Lloyd Bridges en Osa Massen.

## Verhaal
Vier mannen en een vrouw worden uitgekozen voor de eerste reis naar de maan. Halverwege de reis komt het schip echter tot stilstand vanwege een probleem met de brandstof. De crew probeert wanhopig het probleem te verhelpen. Dit lukt iets te goed, waardoor het schip van koers verandert en met grote snelheid het zonnestelsel doorkruist. Uiteindelijk komt het schip terecht bij Mars.
Op Mars vinden de vijf bewijs van een oude beschaving. Er is blijkbaar een soort nucleaire oorlog geweest op de planeet waardoor de beschaving verloren is gegaan. Ze ontmoeten een nakomeling van deze beschaving: een blinde en stomme vrouw die wordt achtervolgd door holbewoners. De vijf astronauten raken in een strijd met deze holbewoners verwikkeld. Twee astronauten vinden de dood, maar de rest kan met het schip terugvliegen naar de aarde. Terug op aarde blijkt er niet genoeg brandstof te zijn voor de landing, en stort het schip neer.

## Rolverdeling
| Acteur          | Personage                      |
| --------------- | ------------------------------ |
| Lloyd Bridges   | Col. Floyd Graham              |
| Osa Massen      | Dr. Lisa Van Horn              |
| John Emery      | Dr. Karl Eckstrom              |
| Noah Beery, Jr. | Maj. William Corrigan          |
| Hugh O'Brian    | Harry Chamberlain              |
| Morris Ankrum   | Dr. Ralph Fleming              |
| Patrick Aherne  | Reporter #1 (as Patrick Ahern) |
| Sherry Moreland | Martian girl                   |

## Achtergrond
Rocketship X-M was de tweede Amerikaanse film over ruimtereizen sinds het losbreken van de ruimtevaartstrijd tussen Amerika en de Sovjet-Unie. De film werd snel gemaakt toen bleek dat de geplande film Destination Moon veel later zou uitkomen dan verwacht vanwege de vele special effects. Rocketship X-M nam daarom zijn plaats in op de geplande premièredatum.
De film staat ook bekend onder de namen Expedition Moon en Rocketship XM-1. De film was een van de vele B-films bespot in de televisieserie Mystery Science Theater 3000.
In de jaren 70 kwamen de rechten op de film in handen van verzamelaar Wade Williams, die enkele van de scènes opnieuw liet opnemen om de gedateerde effecten op te poetsen.
Het ontwerp van de raket uit de film kwam uit een illustratie in een artikel uit het tijdschrift Life van 17 januari, 1949.

## Prijzen en nominaties
In 1951 werd de film genomineerd voor de Hugo Award voor “Best Dramatic Presentation”, maar won deze niet.